# Musaranya etrusca
La musaranya etrusca o musaranya nana (Suncus etruscus) és una espècie de musaranya i el mamífer més petit del món quant a pes. Té una esperança de vida de 15 mesos.

## Descripció
El tret més característic de la musaranya etrusca és la seva mida diminuta, que la converteix, no tan sols en el mamífer més petit dels Països Catalans, sinó també d'arreu del món. Aquestes petites dimensions fan que sovint es vegi obligada a caçar insectes més grossos que ella mateixa. A banda de la seva mida minúscula, es reconeix perquè té el cap relativament gros respecte al cos, el musell molt punxegut, les dents totalment blanques i, sobretot, per les orelles, que són grosses i no queden tapades pel pelatge.
Té el cos cobert per dos tipus de pèls: uns de fins i curts disposats atapeïdament, i uns altres de llargs que sobresurten dispersos entre els primers i que són visibles sobretot a la cua. La tonalitat és grisosa o grisa marronosa, més clara per la part ventral, sense que es vegi, però, una demarcació neta entre el dors i el ventre. Els pèls que recobreixen les potetes són pràcticament incolors.
Dimensions corporals: cap + cos (3,6 - 5,3 cm) i cua (2 - 3 cm).
Pes: 1,7 - 2,7 g.

## Hàbitat
Alzinars, suredes, rouredes i espais oberts, on li agrada amagar-se entre les pedres d'antics conreus en terrassa abandonats i recoberts d'abundant vegetació herbàcia.

## Costums
Activa les vint-i-quatre hores del dia, preferentment durant la nit i poc abans d'eixir el sol.

## Espècies semblants
La musaranya comuna i la musaranya de jardí són de mida més gran i presenten la coloració ventral més contrastada respecte a la dorsal.
La musaranya menuda eurasiàtica té el cos i la cua recoberts per un sol tipus de pèl, i les orelles, amagades entre el pelatge.